# Collectio Hispana

Droit canon
Droit du haut Moyen Âge

La Collectio Hispana (dite parfois aussi Collectio Isidoriana) est la collection de canons ecclésiastiques la plus complète qui ait existé dans l'Église latine au cours du premier millénaire de l'ère chrétienne.
Elle fut constituée à l'origine dans l'Espagne wisigothique au VIIe siècle. La première version (non conservée comme telle) est datée d'un peu avant la mort d'Isodore de Séville (636) qui présida le IVe concile de Tolède (633). D'autres versions sont venues l'enrichir notamment la version dite Juliana (d'après le nom de l'archevêque Julien de Tolède) après le XIIe concile de Tolède (681). La version définitive, dite Vulgata, est établie après le XVIIe concile de Tolède (694).
Il s'agissait jusqu'au concile de 694 d'une collection chronologique, présentant les textes intégralement source par source puis entre les conciles de Tolède de 675 et de 681, elle fut organisée par thème en deux parties, d'une part les canons conciliaires, et d'autre part les décrétales des papes, à partir d'un résumé du texte initial, les Excepta. La version de la fin du VIIe siècle inclut les canons de soixante-sept conciles : les conciles grecs et ceux de la province d'Afrique des IVe  et Ve siècle, les vingt-sept conciles espagnols depuis le concile d'Elvire (305) jusqu'au XVIIe concile de Tolède (694), et les dix conciles gaulois depuis le concile d'Arles de 314 au concile d'Orléans de 511. Quant aux décrétales pontificales, elles sont au nombre de cent cinq, allant du pape Damase Ier (366-384) au pape Grégoire Ier (590-604). La collection réunit en tout 1 633 canons.

## Versions dérivées
Cette collection connut une importante diffusion dans le royaume franc dès la fin du VIIIe siècle, mais dans une forme quelque peu abrégée et corrompue (même linguistiquement) appelée l'Hispana Gallica. Selon le témoignage d'Hincmar de Reims, c'est particulièrement Richulf, évêque de Mayence de 787 à 813, qui travailla à sa diffusion. Rachion, évêque de Strasbourg, s'en fit établir une copie en 788 (détruite lors de l'incendie de la bibliothèque de Strasbourg en 1870). On ne conserve aujourd'hui de cette version que le Cod. Vindob. 411 (dite « Hispana de Vienne »), manuscrit copié vers l'an 800 dans la même région rhénane.
Il y eut d'autre part une Collectio Hispana systematica, c'est-à-dire une réorganisation thématique de l'Hispana chronologica, en dix livres subdivisés en 227 titres. Cette forme a été bien moins diffusée, car on n'en conserve que trois manuscrits, dont un seul complet : le Cod. BnF latin 1 565, qui date du XIe siècle. Les deux exemplaires incomplets sont beaucoup plus anciens : le Cod. BnF latin 11 709 porte l' ex libris de Leidrade, évêque de Lyon au début du IXe siècle, et le Cod. Lyon BM 336 est un abrégé réalisé à partir du précédent. En fait, il est certain que l' Hispana systematica a été produite, comme l'autre, en Espagne  : on en conserve même dans deux manuscrits et une traduction arabe. Ses sources s'étendent, pour les conciles espagnols, jusqu'au XIe concile de Tolède  (675), ce qui donne un terminus post quem pour sa réalisation. Leidrade mena deux missions en Septimanie et en Catalogne en 798/99, et c'est peut-être dans cette période qu'il rapporta l' Hispana systematica à Lyon.
Importante dans l'histoire du droit canon est la Collectio Hispana Gallica Augustodunensis (« l' Hispana Gallica (dite) d'Autun »), représentée par un seul manuscrit complet, le Cod. Vatic. lat. 1 341. Cette collection, qui date des années 845/50, doit son nom au fait qu'au vu de quelques documents relatifs à Autun qui y sont insérés, on pensait autrefois qu'elle avait été réalisée dans cette ville ; Bernhard Bischoff a montré qu'elle sortait bien plutôt de l'abbaye de Corbie. Le texte primitif de l'Hispana Gallica rhénane du temps de Charlemagne y est quelque peu amélioré (y compris la grammaire), quelques compléments sont apportés à partir de deux autres collections authentiques (la Dionysio-Hadriana, notamment pour les canons dits des Apôtres, et l' Hibernensis), mais, surtout, de nombreux faux documents forgés à l'occasion même de la copie y sont insérés dans la masse des vrais : des décrétales et correspondances de papes allant de Sylvestre Ier à Grégoire II. Cette collection est l'une des principales productions de l'atelier de faussaires qui donna peu après, sous le nom fictif d'« Isidore Mercator », un recueil de décrétales commençant prétendument à Clément Ier, et sous celui de « Benoît le Lévite », un recueil de faux capitulaires impériaux.

## Éditions
- Francisco Antonio González, Collectio canonum Ecclesiæ Hispanæ, 2 vol., Madrid, Typographia Regia, 1808-1921 (édition reproduite dans la Patrologia Latina, vol. 84, col. 93-848).
- Gonzalo Martínez Díez et Félix Rodríguez (éd.), La Colección canónica hispana, 6 vol., Monumenta Hispaniæ Sacra, serie canonica, Madrid, Consejo Superior de Investigaciones Cientificas, 1966-2002.